# نمر تاترا

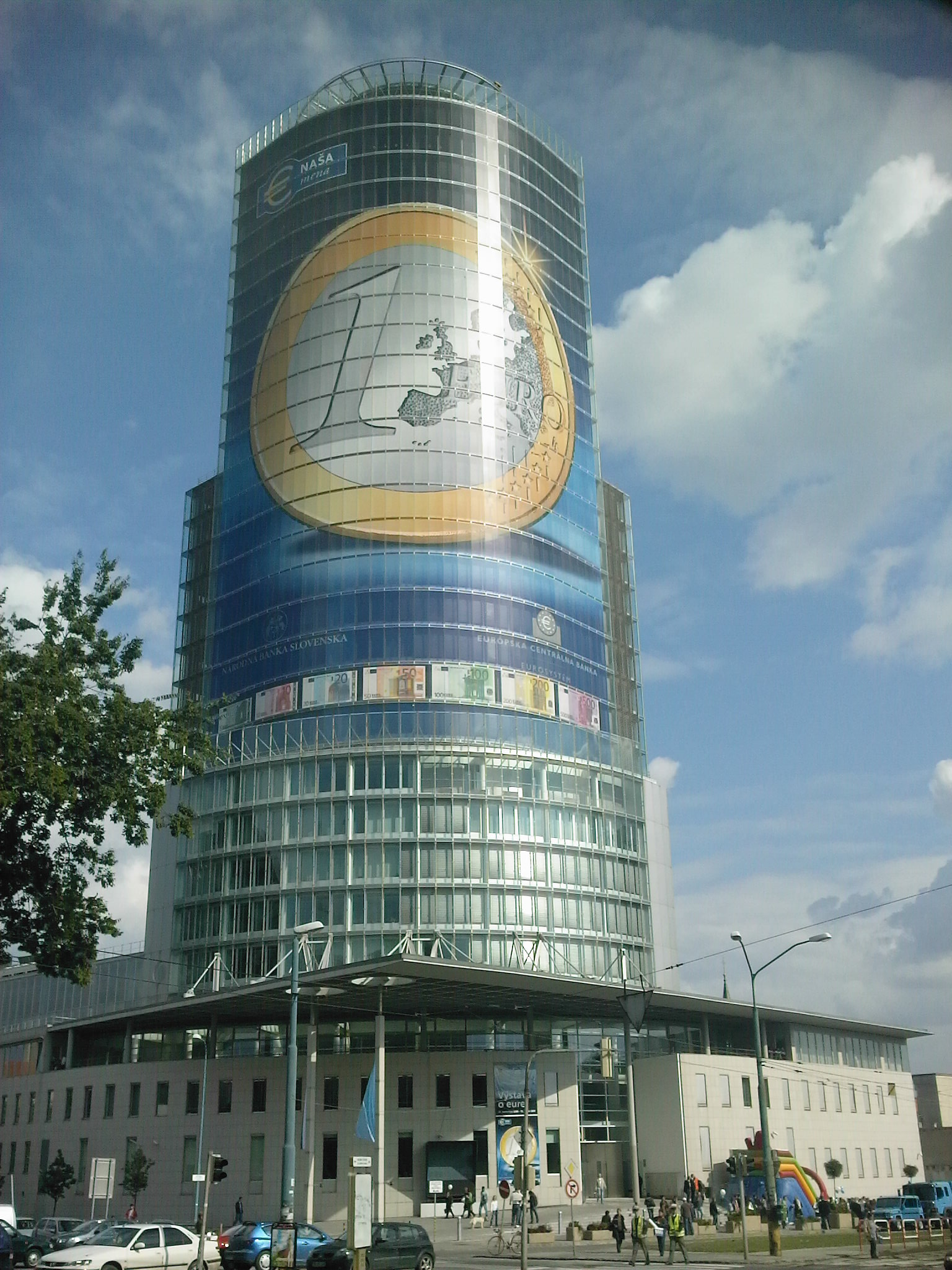
البنك الوطني السلوفاكي.

«نمر تاترا» هو لقب يشير إلى اقتصاد سلوفاكيا في الفترة 2002 – 2007  وبعد عام 2010  بعد صعود تحالف يميني في سبتمبر 2002 شارك في برنامج للإصلاحات الاقتصادية الليبرالية. اسم «نمر تاترا» مشتق من جبال تاترا المحلية.
في عامي 2004 و2005، كان لدى سلوفاكيا واحدة من أعلى معدلات نمو الناتج المحلي الإجمالي في الاتحاد الأوروبي بعد بعض دول البلطيق، حيث وصلت إلى 6٪. في عام 2006، بلغ معدل النمو على أساس سنوي 9.8٪ غير متوقع في الربع الثالث، مما ساعد على زيادة إجمالي توقعات النمو الاقتصادي السنوي لعام 2006 من 6٪ إلى 6.5٪ إلى 8.2٪. هذا النمو بنسبة 9.8٪ (تقدير منخفض) يمكن أن يعزى جزئيا إلى إطلاق الإنتاج في مصنع مجموعة بي أس إيه الجديد. جاء النمو بمثابة مفاجأة للمحللين المحليين، بالنظر إلى أن مستثمرًا أجنبيًا كبيرًا آخر، كيا، أطلق إنتاجه في أواخر عام 2006. في الربع الرابع من عام 2007، كان النمو 14.3٪.
ومع ذلك، يُظهر الاستطلاع العام أنه على الرغم من معدلات النمو المرتفعة الناتجة عن ذلك، فإن الجمهور لا يوافق عالميًا على الإصلاحات، لأنها ترتبط بفقدان كبير للبرامج الحكومية (إصلاح النظام الصحي الذي كانت تديره الحكومة سابقًا، والإصلاح الكامل للنظام المعاش، وما إلى ذلك)، واستبدال الضرائب التدريجي مع ضريبة ثابتة، والتغيرات السريعة في القوانين واللوائح القانونية الأخرى، وارتفاع أسعار العقارات. علاوة على ذلك، قفزت البطالة إلى مستويات مرتفعة للغاية فور بدء الإصلاحات في عام 1998، على الرغم من تراجعها إلى مستوى عام 1998 في عام 2006 وحتى في وقت لاحق.
في الربع الأول من عام 2009، انخفض الناتج المحلي الإجمالي بنسبة 5.7- ٪ ولكن في عام 2010 كان نمو الناتج المحلي الإجمالي 4.8 ٪ للربع الأول.
في هذه الأيام، لا يزال إجمالي الناتج المحلي السلوفاكي ينمو بوتيرة أسرع من المتوسط في الاتحاد الأوروبي، في الفترة 2005-2011، ارتفع إجمالي الناتج المحلي السلوفاكي بنسبة 38.3 ٪ وهو أعلى نمو في جميع دول الاتحاد الأوروبي.

## الإحصاء

### معدل نمو الناتج المحلي الإجمالي السنوي
|                    | 2000 | 2001 | 2002 | 2003 | 2004 | 2005 | 2006 | 2007  | 2008 | 2009  | 2010 | 2011 | 2012 | 2013 | 2014 | 2015 | 2016 | 2017 |
| ------------------ | ---- | ---- | ---- | ---- | ---- | ---- | ---- | ----- | ---- | ----- | ---- | ---- | ---- | ---- | ---- | ---- | ---- | ---- |
| سلوفاكيا           | 1.4٪ | 3.5٪ | 4.6٪ | 5.4٪ | 5.3٪ | 6.4٪ | 8.5٪ | 10.8٪ | 5.7٪ | -5.5٪ | 5.1٪ | 2.8٪ | 1.5٪ | 1.4٪ | 2.6٪ | 3.8٪ | 3.3٪ | 3.4٪ |
| بيانات من يوروستات |      |      |      |      |      |      |      |       |      |       |      |      |      |      |      |      |      |      |

### الناتج المحلي الإجمالي للفرد الواحد
بالدولار الدولي، عند تعادل القوة الشرائية (PPP) والناتج المحلي الإجمالي الاسمي للفرد. تُظهر الأرقام الموضوعة بين قوسين نصيب الفرد من إجمالي الناتج المحلي للبلد كنسبة مئوية من متوسط الاتحاد الأوروبي (يقاس أيضًا بـ PPP).
|                              | 2000         | 2001        | 2002        | 2003        | 2004        | 2005        | 2006        | 2007        | 2008        | 2009        | 2010        | 2011        | 2012        | 2013  | 2014  | 2015  | 2016  | 2017  | 2018  | 2019  | 2020  | 2021  |
| ---------------------------- | ------------ | ----------- | ----------- | ----------- | ----------- | ----------- | ----------- | ----------- | ----------- | ----------- | ----------- | ----------- | ----------- | ----- | ----- | ----- | ----- | ----- | ----- | ----- | ----- | ----- |
| سلوفاكيا (PPP)               | 12,344 (50٪) | 13082 (52٪) | 13889 (54٪) | 14925 (55٪) | 16142 (57٪) | 17766 (60٪) | 19850 (63٪) | 22583 (68٪) | 24306 (73٪) | 23136 (73٪) | 24549 (73٪) | 25758 (73٪) | 26629 (75٪) | 27467 | 28729 | 30219 | 31475 | 33041 | 35129 | 37021 | 39046 | 41094 |
| بيانات من صندوق النقد الدولي |              |             |             |             |             |             |             |             |             |             |             |             |             |       |       |       |       |       |       |       |       |       |

|                              | 2000 | 2001 | 2002 | 2003 | 2004 | 2005 | 2006  | 2007  | 2008  | 2009  | 2010  | 2011  | 2012  | 2013  | 2014  | 2015  | 2016  | 2017  | 2018  | 2019  | 2020  | 2021  |
| ---------------------------- | ---- | ---- | ---- | ---- | ---- | ---- | ----- | ----- | ----- | ----- | ----- | ----- | ----- | ----- | ----- | ----- | ----- | ----- | ----- | ----- | ----- | ----- |
| سلوفاكيا (الاسمية)           | 3832 | 3976 | 4620 | 6330 | 8027 | 9129 | 10683 | 14349 | 18048 | 16567 | 16634 | 18223 | 17294 | 18205 | 18668 | 16197 | 16564 | 17627 | 19581 | 20155 | 21506 | 22821 |
| بيانات من صندوق النقد الدولي |      |      |      |      |      |      |       |       |       |       |       |       |       |       |       |       |       |       |       |       |       |       |

## انظر أيضًا

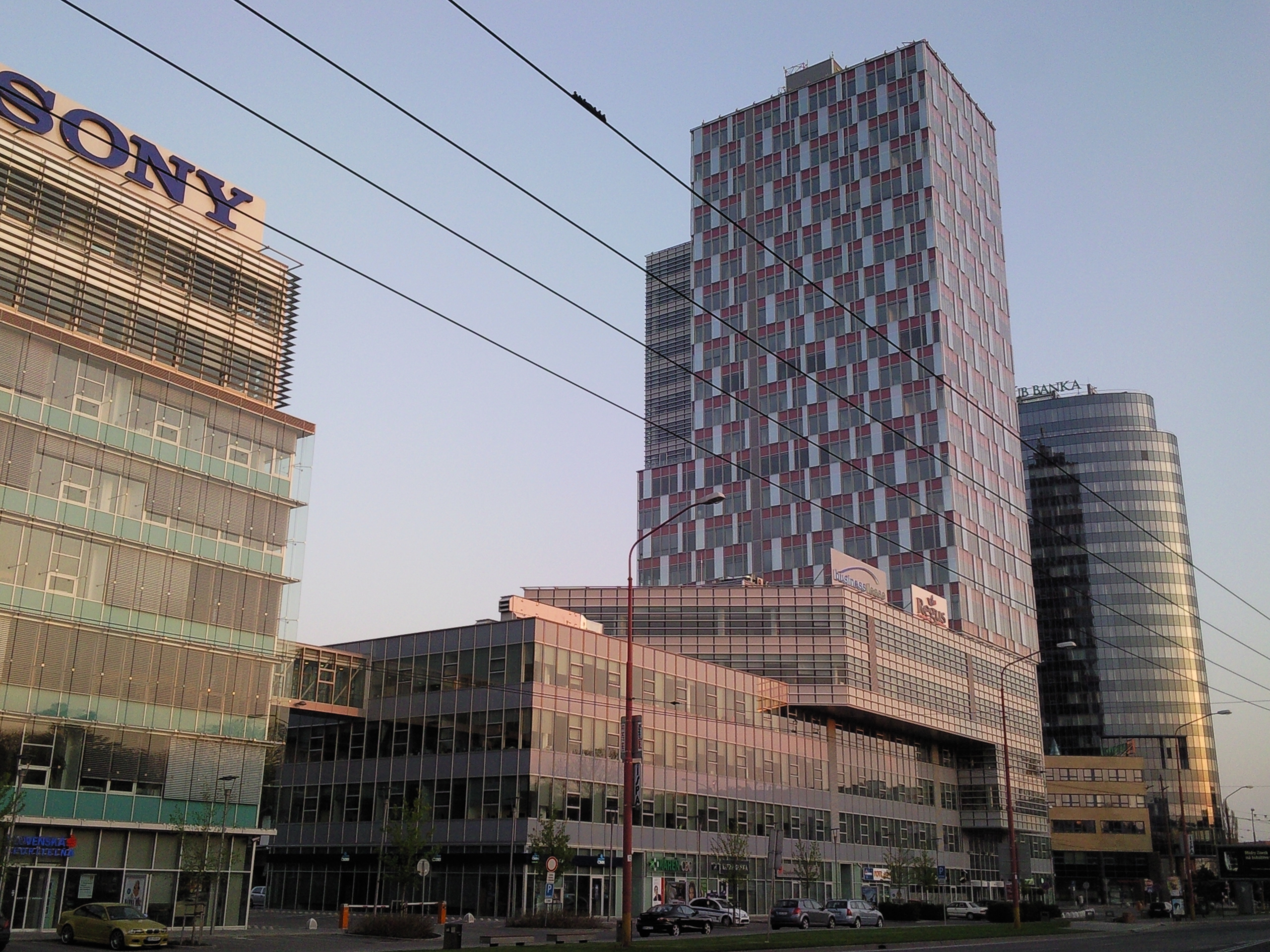
المباني الشاهقة في ملينسكي نيفي، واحدة من المناطق التجارية الرئيسية في براتيسلافا.